# Louise Labèque

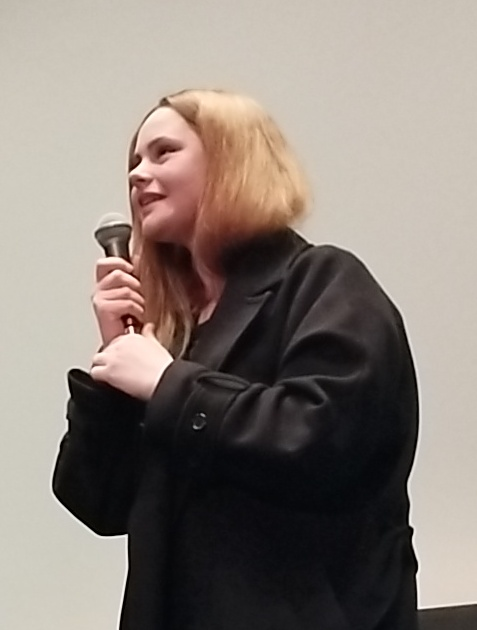
Louise Labèque

Louise Labèque ist eine französische Schauspielerin.

## Biografie
Labèque studierte drei Jahre lang an der französischen Schauspielschule Cours Florent. Ihr Debüt gab sie 2018 in dem Film Roulez jeunesse. Im selben Jahr trat sie in Au bout des doigts auf. Anschließend spielte sie 2019 in dem Film Zombi Child die Hauptrolle. Außerdem war Labèque in Coma zu sehen.
Von 2021 bis 2022 wurde sie für die Serie In Therapie gecastet. 2022 setzte sie ihre Karriere in Annie Colère fort. Unter anderem bekam Labèque 2023 eine Rolle in So sind wir, so ist das Leben.

## Filmografie
Filme
- 2018: Roulez jeunesse
- 2018: Au bout des doigts
- 2019: Zombi Child
- 2022: Coma
- 2022: Annie Colère
- 2023: So sind wir, so ist das Leben (Toni, en famille)

Serien
- 2021–2022: In Therapie

## Auszeichnungen

### Gewonnen
- 2022: Vertigo Film Fest in der Kategorie „Best Performance“[5]

### Nominiert
- 2021: Festival Jean-Carmet in der Kategorie „Most Promising Actress“[6]